# Air India Express
Air India Express es una aerolínea de bajo costo de India con sede principal en el Aeropuerto Internacional de Cochín. Es una filial de la aerolínea Air India y cubre distintos destinos a nivel nacional e internacional con una flota de aviones Boeing. La compañía hace parte de la National Aviation Company of India Limited (NACIL) y sirvió para la fusión de Indian Airlines con Air India.

## Historia
La aerolínea fue fundada en mayo de 2004 pero inició operaciones formalmente el 25 de abril de 2005 en la ruta de Thiruvananthapuram a Abu Dhabi, siendo fruto de la fusión entre Air India e Indian Airlines ordenada por el Gobierno de la India que es el accionista mayoritario de ambas aerolíneas. El 2 de octubre de 2006 se anuncian los vuelos a Amritsar y Mangalore, el 6 de diciembre del mismo año se recibe el primer Boeing 737-800. El 25 de marzo de 2007 se lanzan los vuelos a Colombo, el 24 de septiembre de Nagpur a Dubái, el 7 de octubre de Kolkata a Singapur, el 28 de octubre de Jaipur y Lucknow a Dubái y de Chennai a Kuala Lumpur. Entre junio y julio de 2008 se da inicio a los vuelo de Kozhikode, Kochi y Mangalore hacia Kuwait y de Bombay a Daca, además de Kolkata a Bangkok y Singapur. En 30 de abril de 2009 comienza operaciones de Hyderabad a Dubái y de Chennai y Tiruchirapalli hacia Abu Dhabi.

## Flota
Air India Express cuenta con una flota de aeronaves del fabricante Boeing (en octubre de 2024):
La flota de la aerolínea posee a octubre de 2024 una edad media de 9,8 años.

## Destinos
La aerolínea tiene 33 destinos dentro de la India y hacia países cercanos (para agosto de 2020):

### Nacionales
- India

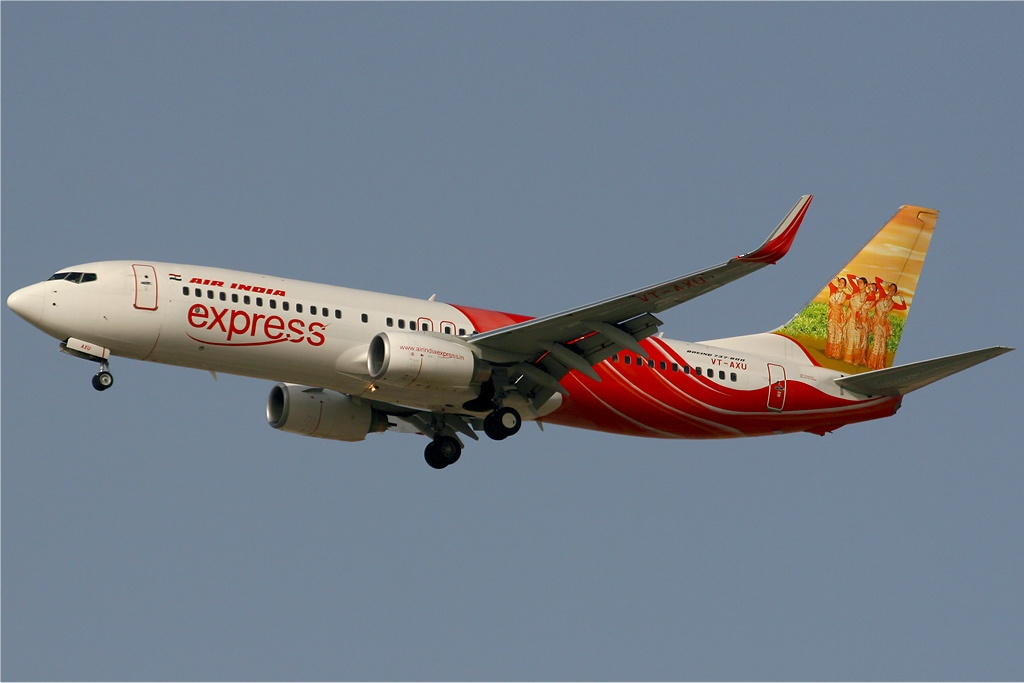
Boeing 737-800 de Air India Express en aproximación final a Dubái.

  - Amritsar / Aeropuerto Internacional Sri Guru Ram Dass Jee
  - Bangalore / Aeropuerto Internacional Kempegowda
  - Benarés / Aeropuerto Internacional Lal Bahadur Shastri
  - Bombay / Aeropuerto Internacional Chhatrapati Shivaji
  - Cochín / Aeropuerto Internacional de Cochín Hub
  - Coimbatore / Aeropuerto de Coimbatore
  - Chandigarh / Aeropuerto de Chandigarh
  - Chennai / Aeropuerto Internacional de Chennai
  - Delhi / Aeropuerto Internacional Indira Gandhi
  - Jaipur / Aeropuerto de Jaipur
  - Kannur / Aeropuerto Internacional de Kannur
  - Kozhikode / Aeropuerto Internacional de Kozhikode
  - Lucknow / Aeropuerto Internacional Chaudhary Charan Singh
  - Madurai / Aeropuerto de Madurai
  - Mangalore / Aeropuerto Internacional de Mangalore
  - Pune / Aeropuerto de Pune
  - Surat / Aeropuerto de Surat
  - Tiruchirapalli / Aeropuerto Internacional de Tiruchirappalli
  - Thiruvananthapuram / Aeropuerto Internacional de Trivandrum
  - Vijayawada / Aeropuerto de Vijayawada

### Internacionales
- Arabia Saudita
  - Dammam / Aeropuerto Internacional Rey Fahd
  - Riad / Aeropuerto Internacional Rey Khalid

- Emiratos Árabes Unidos
  - Abu Dabi / Aeropuerto Internacional de Abu Dabi
  - Al Ain / Aeropuerto Internacional de Al Ain
  - Dubái / Aeropuerto Internacional de Dubái
  - Ras al-Khaimah / Aeropuerto Internacional de Ras Al Khaimah
  - Sharjah / Aeropuerto Internacional de Sharjah

- Baréin
  - Manama / Aeropuerto Internacional de Baréin

- Kuwait
  - Kuwait / Aeropuerto Internacional de Kuwait

- Omán

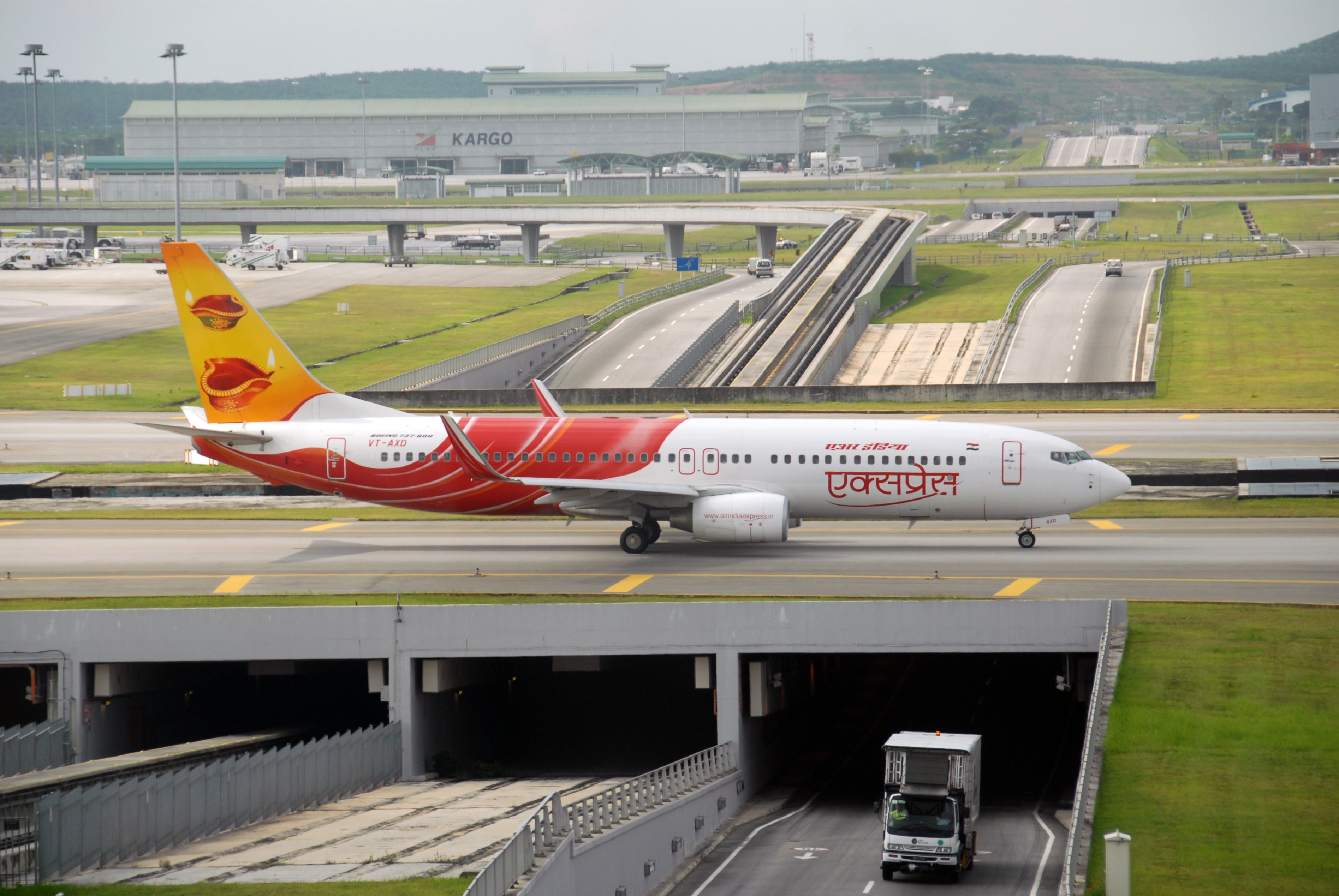
Otro Boeing 737-800 de Air India Express con matrícula VT-AXD.

  - Mascate / Aeropuerto Internacional de Mascate
  - Salalah / Aeropuerto de Salalah

- Catar
  - Doha / Aeropuerto Internacional Hamad

- Singapur
  - Singapur / Aeropuerto Internacional de Singapur

## Accidentes e incidentes
- El 22 de mayo de 2010, el vuelo 812 de Air India Express se estrelló al aterrizar en Mangalore mientras cubría la ruta desde el Aeropuerto Internacional de Dubái en Dubái, Emiratos Árabes Unidos hacia el Aeropuerto Internacional de Mangalore en Mangalore, India, el avión un Boeing 737-800 de matrícula VT-AXV y con 166 personas a bordo se salió de la pista y chocó contra un barranco, en el accidente murieron 158 de los ocupantes mientras que los 8 restantes quedaron heridos, convirtiéndose en el primer accidente de la aerolínea.[8][9][10][11][12]

- El 7 de agosto de 2020, el vuelo 1344 de Air India Express, un Boeing 737-800, cayó en un valle y se rompió en dos partes después de sobrepasar la pista del Aeropuerto Internacional de Kozhikode, a su llegada desde el Aeropuerto Internacional de Dubái.[13] Hubo 21 muertos.